# Anthemoundas
Anthemoundas (Grieks: Ανθεμούντας) is een deelgemeente (dimotiki enotita) van de gemeente (dimos) Polygyros, in de Griekse bestuurlijke regio (periferia) Centraal-Macedonië. De plaats telt 4.540 inwoners.